# Klement Maria Hofbauer
Svatý Klement Maria Hofbauer (Dvořák) C.Ss.R. (26. prosinec 1751 Tasovice – 15. březen 1820 Vídeň) byl moravský římskokatolický kněz, řeholník z kongregace redemptoristů, je světcem katolické církve, patronem pekařů. Jeho otcem byl Petr Pavel Dvořák z Moravských Budějovic, v roce 1736 při svatbě s Marií Steerovou v převážně německých Tasovicích zapsán v matrice sňatků již jako Paulus Hofbauer.
Je považován za velkou osobnost v historii Evropy – ovlivnil Vídeňský kongres a zapříčinil zrušení josefínských dekretů, které potlačovaly římskokatolickou církev. Ve Varšavě v letech 1787–1808 založil mnoho škol pro chudé a také první dívčí průmyslovku v Evropě. Když Napoleon po dobytí Varšavy zakázal všechna řeholní společenství, přesídlil do Vídně. Pro své působení na široké vrstvy obyvatel byl dán pod policejní dohled. Je hlavním patronem hlavního města Vídně, a spolupatronem hlavního města Varšavy. Jelikož se u jeho hrobu uskutečňovala uzdravení, byl blahořečen už roku 1888. V katolickém liturgickém kalendáři se připomíná 20. května, kdy byl v roce 1909 svatořečen.

## Místo narození a hrob světce
Kostel sv. Klementa Maria Hofbauera v Tasovicích je vybudován na místě rodného domu P. Hofbauera zbouraného roku 1932. Kaple sv. Klementa v přízemí věže je místem narození P. Hofbauera. Kostel zasvěcený svatému Klementovi spravuje komunita redemptoristů, za kostelem se nachází jejich klášter, který byl založen roku 1929.

Ostatky sv. Klementa Maria Hofbauera jsou uloženy v chrámu Panny Marie na nábřeží (Maria am Gestade) v centru Vídně. Zde v malém muzeu uchovávají např. redemptoristický oděv P. Hofbauera či věci osobní potřeby.
Jedním z nejznámějších zobrazení sv. Klementa Maria Hofbauera je oltářní obraz Sv. Klement almužny rozdávající namalovaný českým malířem Josefem Mathauserem k příležitosti jeho blahořečení v roce 1889, který se nachází v kostele Panny Marie Matky ustavičné pomoci a sv. Kajetána v Praze, a jehož fotokopie jsou od třicátých let hojně vydávány na devočních grafikách po celém světě.

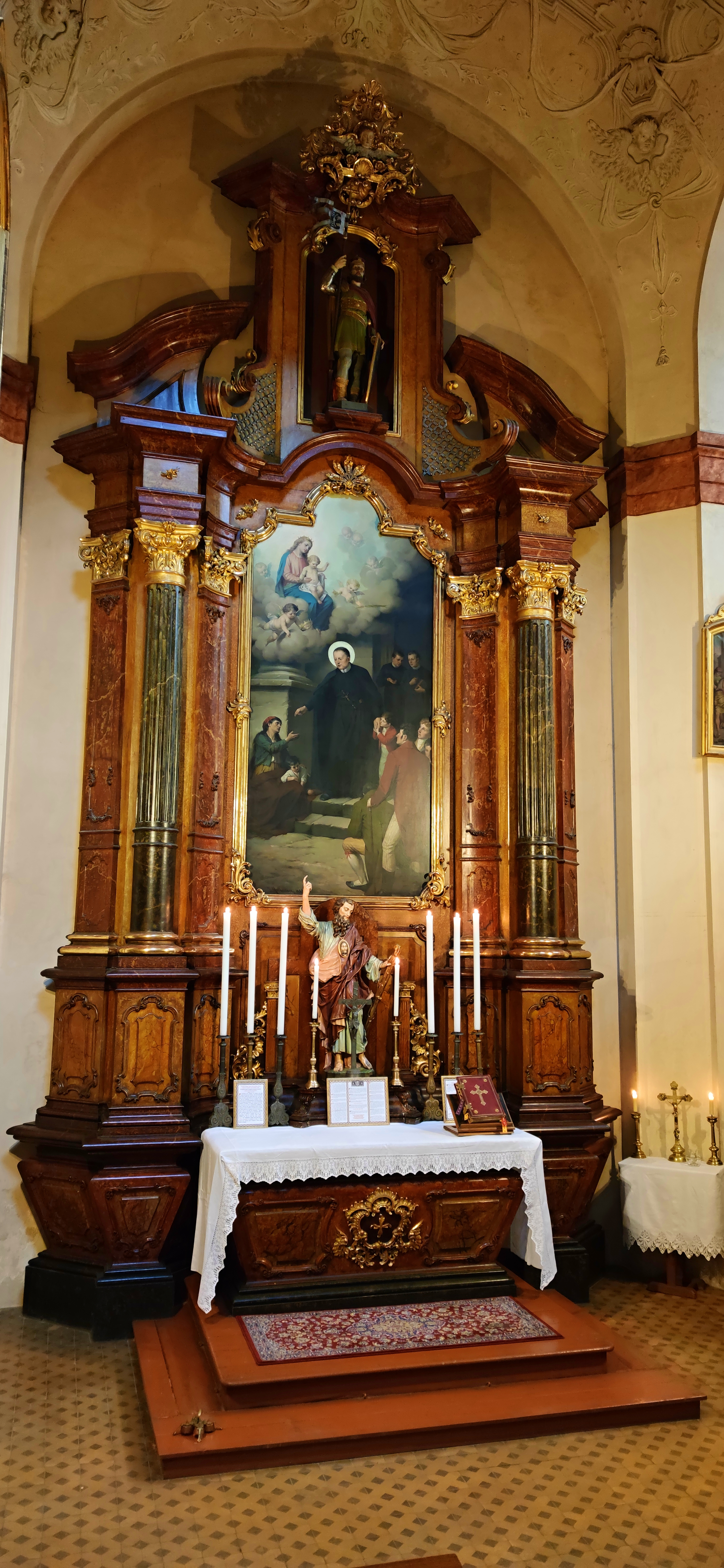
Oltář sv. Klementa Maria Hofbauera v kostele Panny Marie Matky ustavičné pomoci a sv. Kajetána

## Odhalení sochy světce
Originál sochy je z hořického pískovce a nachází se u čtvrtého stanoviště naučné stezky. Odhalení sochy se konalo 18. července 2009 v areálu louckého kláštera ve Znojmě. Model v životní velikosti je z umělého kamene a zdobí areál farního kostela v Tasovicích. Autorem plastiky je Milan Kupkár, který v současné době žije a pracuje ve světcově rodišti.

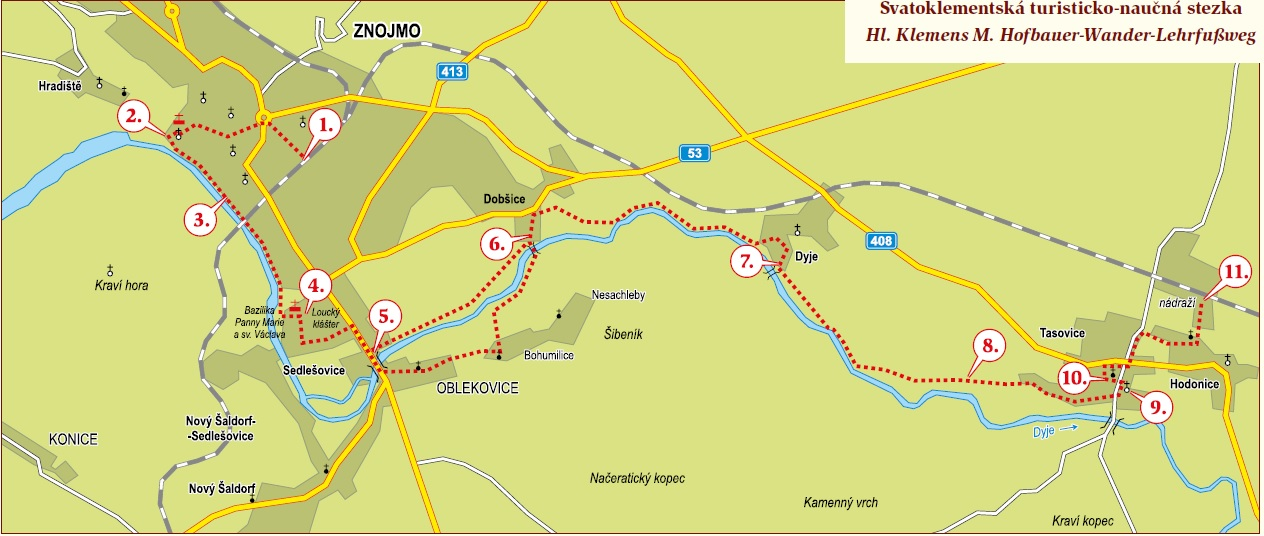
Naučná stezka sv. K. M. Hofbauera má celkem 11 zastavení a je dlouhá cca 15 km. Vede z Tasovic kolem Dyje do Znojma.

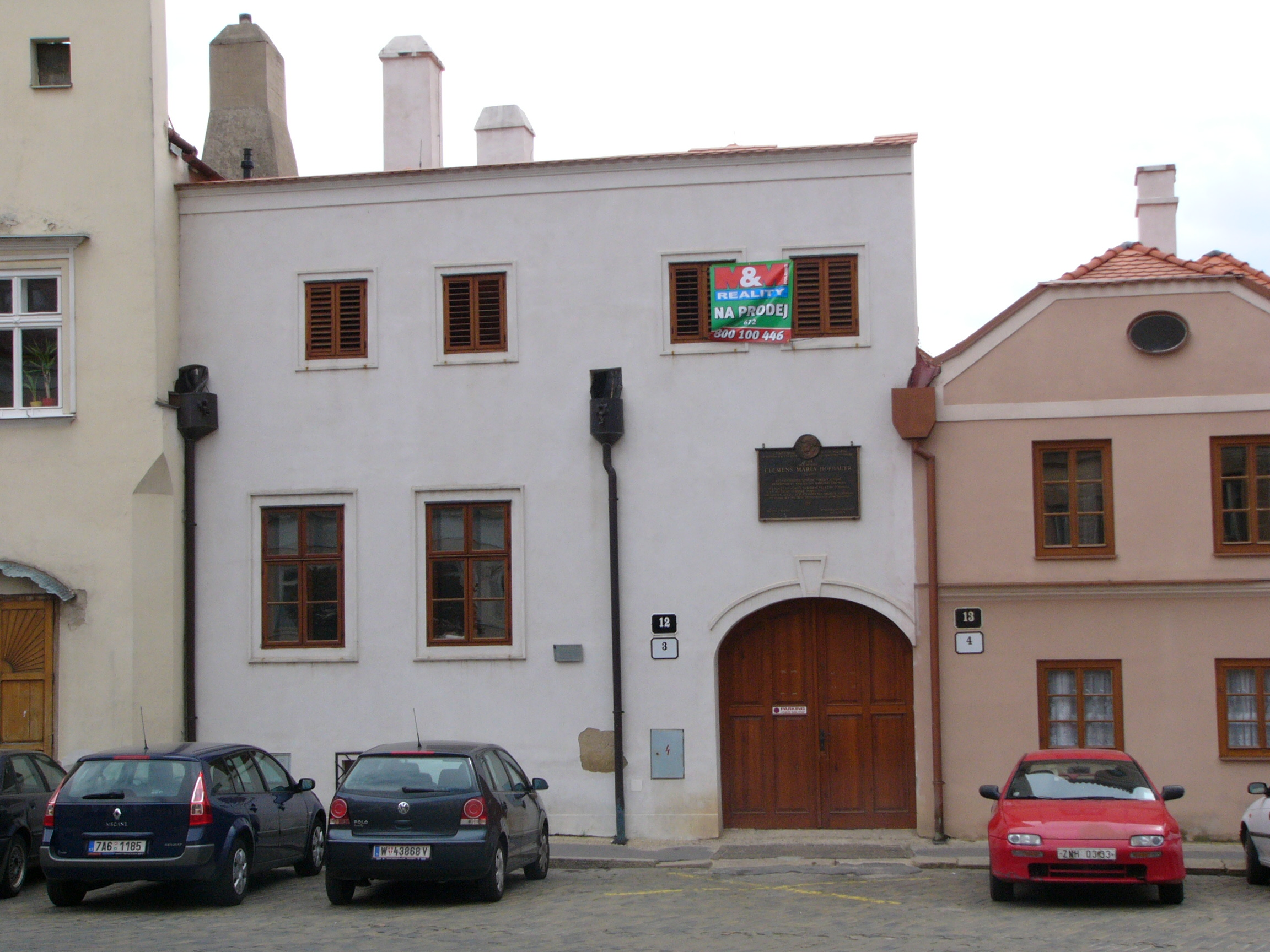
dům ve Znojmě, kde se Klement Maria Hofbauer učil pekařem
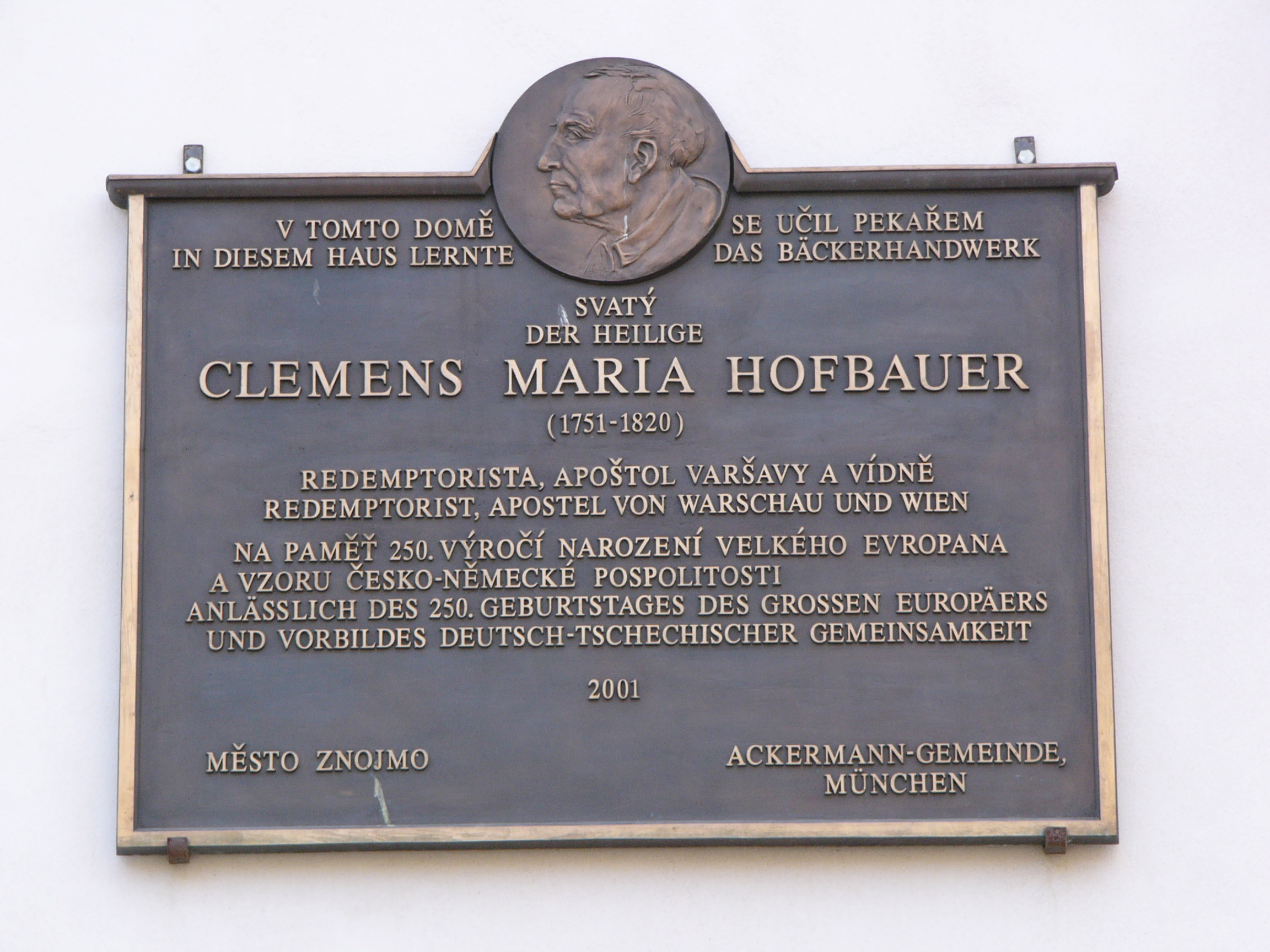
a pamětní deska na domě
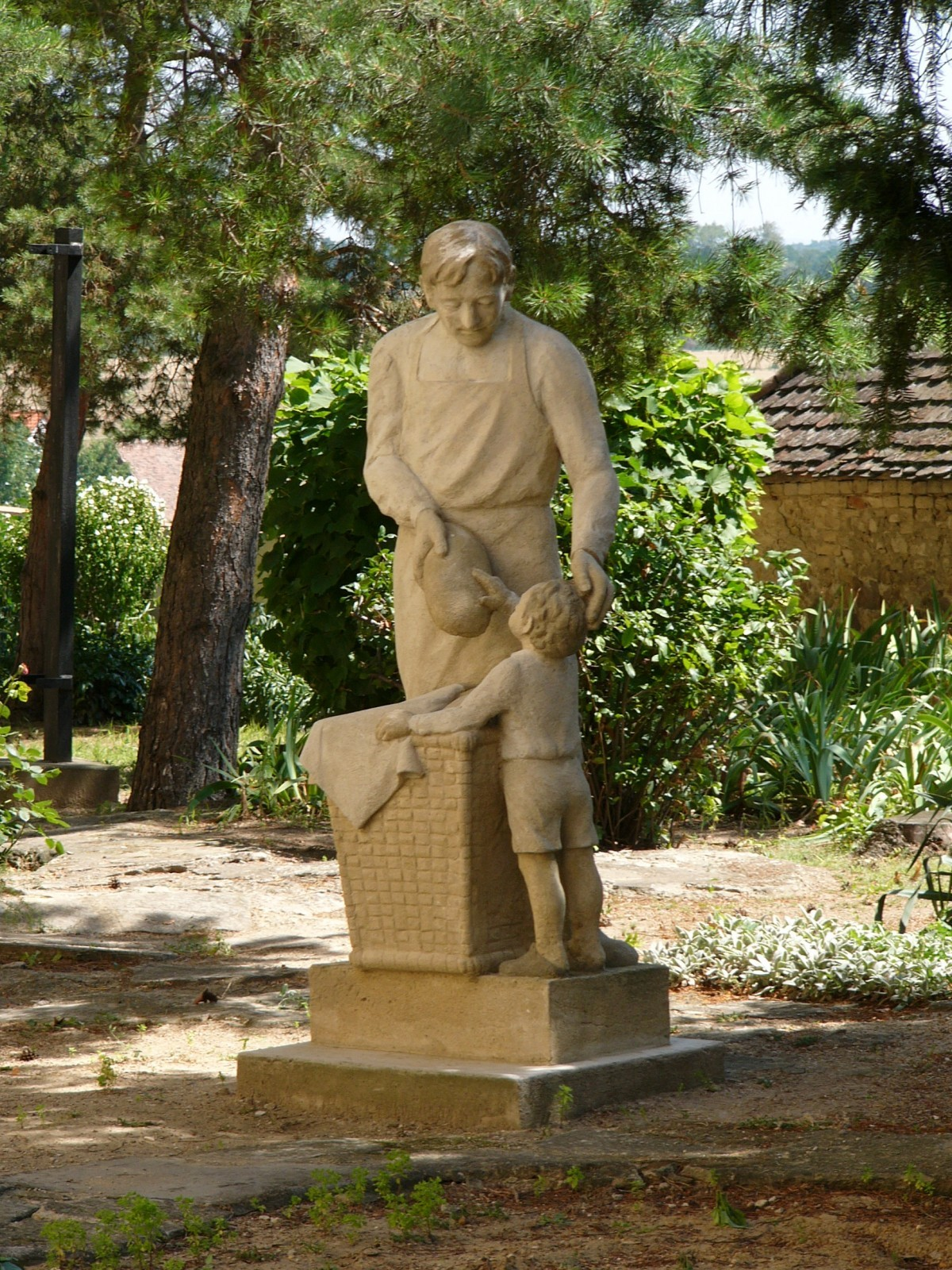
Model sochy v Tasovicích.
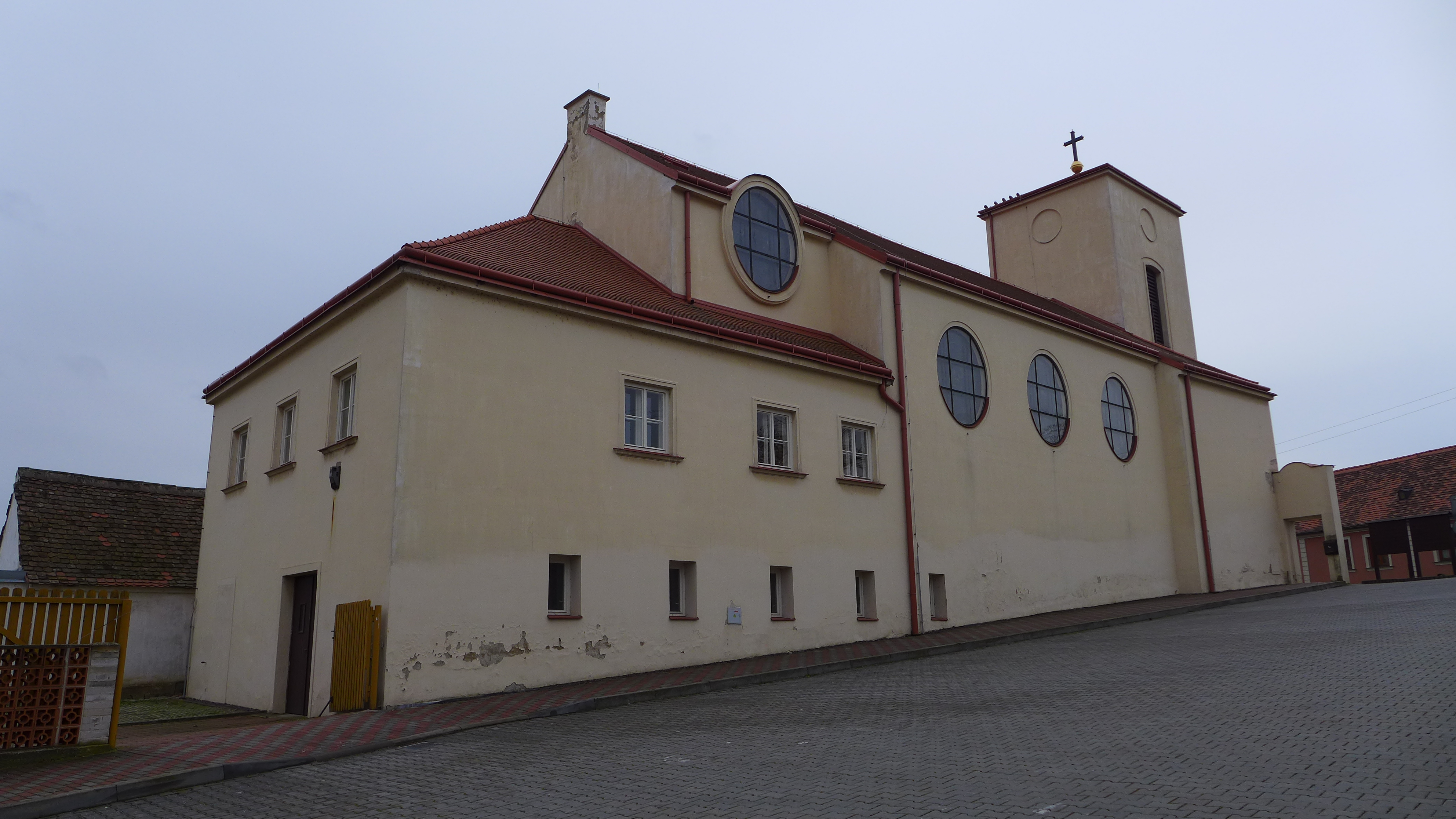
Pohled na kostel svatého Klementa Maria Hofbauera v Tasovicích na místě jeho rodného domu
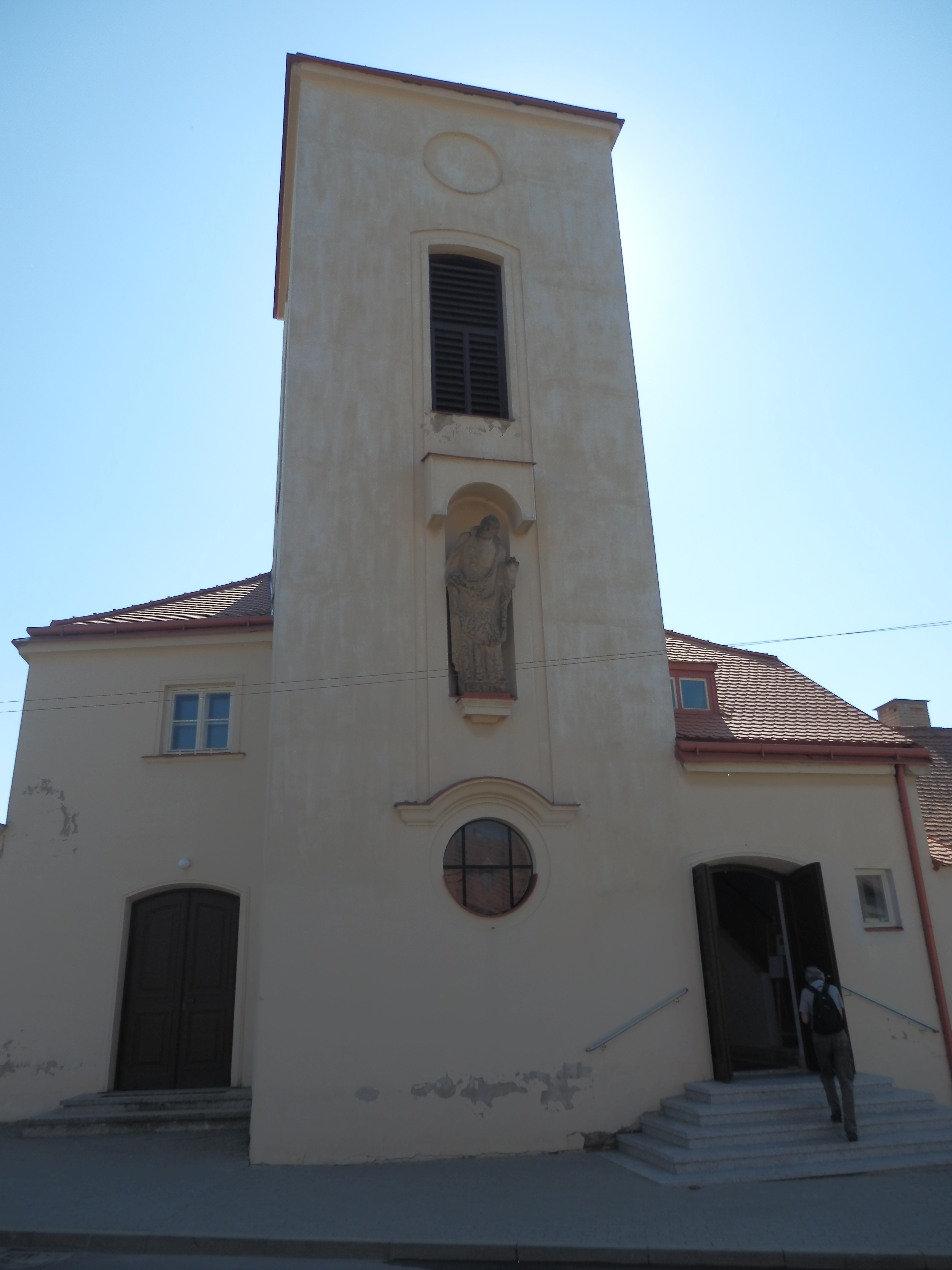
Věž kostela